# Marcin Garuch
Marcin Garuch (ur. 14 września 1988 w Legnicy) – polski piłkarz, występujący jako pomocnik, od 2018 w Miedzi II Legnica. Garuch jest znany jako najniższy piłkarz świata (mierzy 154 cm wzrostu).

## Kariera
Karierę seniorów rozpoczął w Miedź Legnica, w której zadebiutował 9 maja 2007 przeciwko Unii Janikowo w II lidze (ówczesny drugi poziom rozgrywkowy). W 2012 roku został wypożyczony do Chojniczanki Chojnice. 27 maja 2023 zadebiutował z Miedzią w Ekstraklasie – w ostatnim meczu sezonu przeciwko Górnikowi Zabrze, pojawił się na boisku w 86. minucie gry.

## Sukcesy

### Klubowe

#### Miedź Legnica
- I liga: 2021/2022